# Samoadwerghoningeter
De samoadwerghoningeter (Myzomela nigriventris) is een zangvogel uit de familie Meliphagidae (honingeters). De vogel komt voor op de eilanden van Samoa.

## Taxonomie
De vogel werd in 1849 geldig beschreven als soort door de Amerikaanse vogelkundige en illustrator  Titian Peale. Daarna werd het taxon lang beschouwd als ondersoort van de kardinaaldwerghoningeter (M. cardinalis) die voorkomt op een aantal eilanden in het zuidwestelijk deel van de Grote Oceaan.

## Herkenning
De vogel is ongeveer 9 cm lang. De vogel lijkt sterk op sommige ondersoorten van de kardinaaldwerghoningeter. Het mannetje is zwart met een helder rode kop en borst en met rode vlekjes op de rug en de stuit. Vrouwtjes zijn olijfbruin tot lichtgrijs op de borst. Zij hebben een rode stuit.

## Verspreiding en leefgebied
Deze soort komt voor op de eilanden Upolu, Savai'i and Tutuila (Samoa).